# Stínohra
Stínohra (v britském originále Portraits chinois) je britsko-francouzská filmová komedie z roku 1996. Režisérkou filmu je Martine Dugowson. Hlavní role ve filmu ztvárnili Helena Bonham Carterová, Romane Bohringer, Marie Trintignantová, Jean-Philippe Écoffey a Elsa Zylberstein.

## Obsazení
| Helena Bonham Carterová | Ada      |
| Romane Bohringer        | Lise     |
| Marie Trintignantová    | Nina     |
| Jean-Philippe Écoffey   | Paul     |
| Elsa Zylberstein        | Emma     |
| Yvan Attal              | Yves     |
| Sergio Castellitto      | Guido    |
| Predrag Manojlović      | Alphonse |